# معاملة المثليين في بورتوريكو
تطورت  حقوق المثليين والمثليات ومزدوجي التوجه الجنسي والمتحولين جنسياً (اختصاراً: LGBT) في الإقليم غير المدمج للولايات المتحدة بورتوريكو في السنوات الأخيرة. زاد النقاش العام حول قضايا التوجه الجنسي والهوية الجندرية، كما تم إجراء بعض التغييرات القانونية. يمكن العثور على مؤيدي ومعارضي التشريعات التي تحمي حقوق الأشخاص المثليين في كلا الحزبين السياسيين الرئيسيين. لا تزال هناك معارضة عامة بسبب التأثير القوي للكنيسة الكاثوليكية الرومانية، وكذلك البروتستانت المحافظين اجتماعيا. وضع بورتوريكو بوصفها كومنولث تابع للولايات المتحدة لديه تأثير كبير على الحقوق القانونية للمواطنين من مجتمع المثليين. أصبح زواج المثليين قانونيًا في الكومنولث منذ يوليو 2015، عندما قضت المحكمة العليا الأمريكية في قضية أوبرغيفل ضد هودجز بأن حظر زواج المثليين غير دستوري.

## قانونية النشاط الجنسي المثلي
في عام 2002، قضت المحكمة العليا في بورتوريكو بأن حظر الكومنولث على السدومية كان دستوريًا. في العام التالي، أعلنت المحكمة العليا للولايات المتحدة عدم دستورية جميع قوانين الولايات والأقاليم التي تعاقب السدومية بالتراضي، عندما تقتصر على الأفعال غير التجارية بين البالغين المتوافقين على انفراد، في قضية لورنس ضد تكساس. قامت بورتوريكو بتعديل قانون العقوبات في عام 2004 لتعكس القرار تزيل النشاط الجنسي الخاص غير التجاري بين البالغين المتوافقين من قانون السدومية.

## الاعتراف القانوني بالعلاقات المثلية

### قيود قانونية
في 19 مارس 1999، وقع الحاكم بيدرو روسيلو «مشروع القانون HB 1013»، الذي عرّف الزواج على أنه «عقد مدني يتفق بموجبه الرجل والمرأة على أن يصبحا زوجًا وزوجة».
في عام 2008، كانت هناك محاولة فاشلة في المجلس التشريعي إلى تقديم استفتاء للناخبين لتعديل دستور بورتوريكو لتحديد الزواج بأنه اتحاد بين رجل وامرأة، ولحظر زواج المثليين، والاتحاد المدني وفوائد الشراكة المنزلية. فشل تشريع مماثل في عام 2009.

### كوندي-فيدال ضد غارسيا-باديا
تقدمت امرأتان تقيمان في بورتوريكو، ممثلة في لامدا القانونية، بشكوى أمام محكمة المقاطعة الأمريكية لمقاطعة بورتوريكو في 25 مارس 2014، سعيا للحصول على اعتراف بزواجهما عام 2004 في ماساتشوستس. انضم أربعة أزواج مثليين آخرين كمدعين في يونيو.
رفض القاضي خوان بيريز-جيمينيز الدعوى في 21 أكتوبر 2014، وقرر أن قرار المحكمة العليا في الولايات المتحدة في قضية بايكر ضد نيلسون (1972) منعه من النظر في حجج المدعين. وخلص إلى أن تعريف بورتوريكو للزواج لا يتعارض مع دستور الولايات المتحدة.
استأنف المدعون القرار أمام محكمة الاستئناف بالدائرة الأولى. في 20 مارس 2015، أعلن وزير العدل في بورتوريكو سيزار ميراندا والحاكم أليخاندرو غارسيا باديلا أنهما قررا أن قانون بورتوريكو الذي يحظر الترخيص والاعتراف بزواج المثليين لا يمكن الدفاع عنه قانونًا، وطلبوا من محكمة الاستئناف إلغاء محكمة المقاطعة.
في 14 أبريل 2015، أوقفت الدائرة الأولى الإجراءات في انتظار صدور حكم من المحكمة العليا للولايات المتحدة في قضايا زواج المثليين المماثلة.

### قرار المحكمة العليا للولايات المتحدة
بمجرد أن قضت المحكمة العليا للولايات المتحدة في قضية أوبرغيفل ضد هودجز في 26 يونيو 2015، بأن الأزواج المثليين لهم الحق الدستوري في الزواج، وقع الحاكم أليخاندرو غارسيا باديا على أمر تنفيذي يطلب من الوكالات الحكومية الامتثال لهذا الحكم في غضون 15 يومًا، وطلب جميع الأطراف في قضية كوندي-فيدال من محكمة الدائرة الأولى إلغاء حكم المحكمة المحلية في أقرب وقت ممكن. بدأ أول الأزواج المثليبن التقدم بطلب للحصول على تراخيص الزواج في 13 يوليو 2015.
في حين أن زواج المثليين قانوني في بورتوريكو، إلا أن قوانين الإقليم لم يتم تغييرها لتعكس هذا. في يونيو 2018، تم تقديم مشروع قانون يزيل التعريف المغاير جنسيا للزواج في قانون بورتوريكو ويستبدل بدلاً من ذلك بتعريف محايد جنسياً إلى الجمعية التشريعية البورتوريكية. من شأن مشروع القانون أن يرفع سن الزواج من 14 إلى 18.

### فوائد الشريك المنزلي
في عام 2013، وقع الحاكم أليخاندرو غارسيا باديا على أمر بتوسيع تغطية التأمين الصحي إلى الشركاء المنزليين المثليين للعمال في السلطة التنفيذية.

### العنف المنزلي
في عام 2013، قدم النواب لويس فيغا راموس وكارلوس فارغاس فيرير وخوسيه بايز ريفيرا «مشروع القانون 488» لتوسيع نطاق الحماية للعنف المنزلي لجميع الأسر، بصرف النظر عن التوجه الجنسي والهوية الجندرية. أقر المجلس التشريع في 24 مايو. وقع الحاكم أليخاندرو غارسيا باديا التشريع ليصبح قانونًا في 29 مايو.

## التبني وتنظيم الأسرة
في أعقاب حكم المحكمة العليا الأمريكية في قضية أوبرغيفل ضد هودجز، أمرت إدارة شؤون الأسرة في بورتوريكو العاملين في الوكالة بالنظر في «المصالح الفضلى للطفل دون تحيز» في التبني والحضانة المؤقتى في المستقبل. يحق للعائلات المثلية التقدم بطلب للحصول على مزايا مثل تلك التي تُقدم إلى العائلات المغايرة. تم الإعلان عن هذه السياسات في 13 يوليو 2015. تم أول أمر تبني ناجح لزوجين مثليين في بورتوريكو من قبل محكمة بورتوريكية في 10 ديسمبر 2015.
قبل هذا التوجيه، تم حظر تبني المثليين للأطفال وتبني أحد الشريكين للطفل البيولوجي للشريك الآخر بموجب قانون بورتوريكو. في فبراير 2013، أكدت المحكمة العليا في بورتوريكو، في قرار 5-4، الحظر المطبق على تبني المثليين في بورتوريكو. رأى أغلبية المحكمة أن دستور بورتوريكو «لا يحظر التمييز على أساس التوجه الجنسي» وقبلت حجج الهيئة التشريعية بأن «الأسرة التقليدية، المؤلفة من أب، وأم، وأطفالهم تحمي بشكل أفضل رفاهية القصر». في يناير 2018، وقع الحاكم ريكاردو روسيلو مشروع قانون جعل قوانين تبني بورتوريكو تتماشى مع حكم أوبرغيفل ضد هودجز. يسمح القانون الآن صراحة لجميع الأزواج، المثليين أو المغايرين، متزوجين أو غير متزوجين، بالتقدم بطلب للتبني.

## الحماية من التمييز
تم تقديم مشروع قانون لمناهضة التمييز (مشروع القانون 1725) في 21 مايو 2009 إلى مجلس النواب بالجزيرة، وتمت الموافقة عليه في 11 نوفمبر 2009 بأغلبية 43 صوتًا لصالح مقابل 6 أصوات ضده (43-6). كان مشروع القانون 1725 سيعدل قائمة قوانين الحقوق المدنية في بورتوريكو لحظر التمييز على أساس التوجه الجنسي في مجالات التوظيف والنقل العام والمرافق العامة والمعاملات التجارية والسكن. تناول التشريع التوجه الجنسي فقط، وليس الهوية الجندرية. أحيل مشروع القانون إلى مجلس الشيوخ في بورتوريكو. والتي ناقشته لأول مرة في 18 ديسمبر 2009. راجع كل من لجنتي مجلس الشيوخ للعمل والموارد البشرية، والمسائل المدنية، وكلاهما مراجعة التدبير. ومع ذلك، صرح رئيس مجلس الشيوخ، توماس ريفيرا شاتز، وهو معارض قوي للتشريع، في أوائل أبريل 2010 بأن التشريع لن يوافق عليه مجلس الشيوخ. لم يعقد مجلس الشيوخ جلسات استماع ولم يتخذ أي إجراء. وفي الوقت نفسه، أشار الحاكم لويس فورتونيو، وهو عضو في الحزب التقدمي الجديد بالجزيرة والمنتسب إلى الحزب الجمهوري، إلى أن أي قانون للتمييز يحتاج إلى إعفاءات للمنظمات التي تعترض على المثلية الجنسية على أساس المعتقدات.
بالإضافة إلى هذه التطورات، كانت هناك أجزاء من القانون المدني المنقح المقترح لبورتوريكو والذي تمت مراجعته من قبل مجلسي الهيئة التشريعية من شأنه أن يؤثر على السكان من مجتمع المثليين. وشمل ذلك اقتراحًا لإدراج بند في القانون المدني للسماح للمتحولين جنسياً بعد العملية الجراحية بتغيير الجنس المذكور في شهادات ميلادهم. من ناحية أخرى، كان هناك قلق من أن بعض البنود المقترحة من شأنها أن تبطل بعض حقوق زواج القانون العام ما يؤدي إلى الحد من الحقوق (على سبيل المثال زيارات المستشفى) للشركاء المثليين. كان من المهم أن اقترح رئيس أساقفة الروم الكاثوليك في بورتوريكو مفهومًا يسمى «الإقامة المشتركة» (بالإسبانية: residencia compartida)‏ كان من شأنه أن يسمح بحقوق زيارة المستشفى للشركاء المثليين وحقوق الميراث والتأمين كذلك. ومع ذلك، شملت المناقشات المحيطة بهذه المقترحات مطالب بعض المحافظين بتعديل الدستور بحيث يمنع زواج المثليين أو الاتحادات المدنية.
في عام 2013، قدم عضو مجلس الشيوخ رامون لويس نيفيس في مجلس الشيوخ مشروع القانون 238 لحظر التمييز على أساس التوجه الجنسي والهوية الجندرية. حصلت على 14 من الموقعين المشاركين، ما أكد مروره. وافق مجلس الشيوخ على التشريع في تصويت 15 صوتا لصالح مقابل 11 صوتا ضد (15-11). بحلول الوقت الذي أقره مجلس النواب في 24 مايو في تصويت 29 صوتا لصالح مقابل 22 صوتا ضد (29-22)، كان قد تم تعديله ليطبق فقط على التمييز في العمل. بعد الإجراء النهائي من قبل مجلس الشيوخ، وقع الحاكم غارسيا باديلا التشريع ليصبح قانونًا في 29 مايو.
في عام 2017، أقرت الهيئة التشريعية في بورتوريكو مشروع قانون للحرية الدينية، كان من شأنه أن يسمح للشركات العامة بالتمييز القانوني ضد الأشخاص من مجتمع المثليين. اعترض الحاكم ريكاردو روسيلو على مشروع القانون في فبراير 2018.

### قانون جرائم الكراهية
في عام 2002، عدلت بورتوريكو قوانين جرائم الكراهية لتشمل التوجه الجنسي والهوية الجندرية كخصائص محمية. بورتوريكو مشمولة أيضًا بالقانون الفيدرالي الأمريكي، ولا سيما قانون ماثيو شيبارد وجيمس بيرد الابن لمنع جرائم الكراهية.

## الهوية الجنسية والتعبير عنها
حتى عام 2018، منع قانون بورتوريكو الأشخاص المتحولين جنسياً من تغيير جنسهم القانوني في شهادات ميلادهم. كانت هناك مقترحات تشريعية غير ناجحة لإلغاء هذا القانون.
في أبريل 2017، رفعت جمعية لامدا القانونية دعوى قضائية فدرالية نيابة عن أربعة من المتحولين جنسيا في بورتوريكو، طعنا في القانون. قالوا إن حرمان البورتوريكيين من المتحولين جنسياً من القدرة على الحصول على شهادات ميلاد دقيقة ينتهك بنود المساواة في الحماية والإجراءات القانونية الواجبة في دستور الولايات المتحدة: «تحظر بورتوريكو بشكل قاطع التغييرات التي تطرأ على علامة النوع في شهادات الميلاد، حتى بالنسبة لأولئك الذين لا تتطابق شهادة ميلادهم، هذه السياسة ليس لها مبرر عقلاني في القانون أو الممارسة، وفي الواقع، يعرف المسؤولون الحكوميون في بورتوريكو هذا، لأنهم يسمحون، حسب الاقتضاء، للأفراد المتحولين جنسياً بتصحيح علامة الجندر على رخص سائقيهم. يتعارض مع سياسات الحكومة الفيدرالية، ومع 46 من أصل 50 ولاية في الولايات المتحدة وواشنطن العاصمة، ونع المنطق العام».
في أوائل أبريل 2018، ألغى قاض اتحادي القانون، وحكم أته غير دستوري. احتفل نشطاء المثليات والمثليين ومزدوجي التوجه الجنسي والمتحولين جنيسيا بقرار القاضي، حيث وصفته لامدا القانونية بأنه «نصر هائل للأشخاص المتحولين جنسيا المولودين في بورتوريكو». بعد ذلك بفترة قصيرة، أعلن متحدث باسم حكومة بورتوريكو أن الحكومة لن تستأنف الحكم.

## الخدمة العسكرية
أصبح الدفاع العسكري عن بورتوريكو من مسؤولية الجيش الأمريكي، بموجب اتفاقية باريس (1898) التي بموجبها تنازلت إسبانيا عن بورتوريكو للولايات المتحدة. كان لدى الجيش الأمريكي في السابق سياسة «لا تسأل، لا تقل» فيما يتعلق بأعضاء الخدمة المثليين، وهذا ينطبق على الحرس الوطني للجزيرة أيضًا. تم إلغاء السياسة في ديسمبر 2010 وانتهت في 22 سبتمبر 2011.

## علاج التحويل
علاج التحويل له تأثير سلبي على حياة الأشخاص من مجتمع المثليين، ويمكن أن يؤدي إلى تدني احترام الذات والاكتئاب والتفكير في الانتحار. هناك عدد قليل من الحالات المعروفة للقُصَّر الذين يتعرضون لمثل هذه الممارسات في بورتوريكو. بين عامي 2007 و 2008، تعرض شاب مثلي الجنس للصعق الكهربائي مرارًا وتكرارًا كجزء من «المعاملة» «لعلاج» مثليته الجنسية. تلقى أخيرًا مذكرة توقيف ضد والديه، الذين أجبروه على الخضوع للممارسة العلمية الزائفة.
تم تقديم مشروع قانون لحظر استخدام علاج التحويل على القاصرين (مشروع قانون 1000) إلى مجلس الشيوخ في بورتوريكو في 17 مايو 2018، وهو اليوم العالمي لمناهضة رهاب المثلية ورهاب التحول الجنسي ورهاب ازدواجية التوجه الجنسي. في 7 مارس 2019، وافق مجلس الشيوخ على هذا التشريع في تصويت 20 صوتا لصالحه مقابل 7 أصوات ضده، مع امتناع عضوين اثنين عن التصويت (20-7). في 18 مارس 2019، قام مجلس النواب في بورتوريكو بمنع التصويت على مشروع القانون، برفضه التصويت عليه أو عقد جلسات استماع علنية تخصه. قال رئيس مجلس النواب غابرييل رودريغيز أغيلو في مقابلة أنه لا يوجد دليل يذكر على أن هذه الممارسة كانت تمارس على نطاق واسع في بورتوريكو. يعتقد بعض أعضاء مجلس النواب كذلك أن تعريف علاج التحويل «واسع للغاية» ويمكن أن يشمل أنواعًا أخرى من العلاج التأهيلي، مثل إدمان المخدرات. في وقت لاحق من نفس اليوم، قال الحاكم ريكاردو روسيلو إنه سيصدر أمرا تنفيذيا يحظر علاج التحول للقاصرين في الإقليم. وأصدر مثل هذا الأمر التنفيذي في 27 مارس، والذي دخل حيز التنفيذ على الفور. تم تزويد الوكالات الإقليمية بفترة 90 يومًا لإصدار النظام الجديد.

## التبرع بالدم
منذ عام 2015، تم السماح للرجال المثليين ومزدوجي التوجه الجنسي في بورتوريكو بالتبرع بالدم بعد فترة تأجيل مدتها عام واحد.

## الأحزاب السياسية

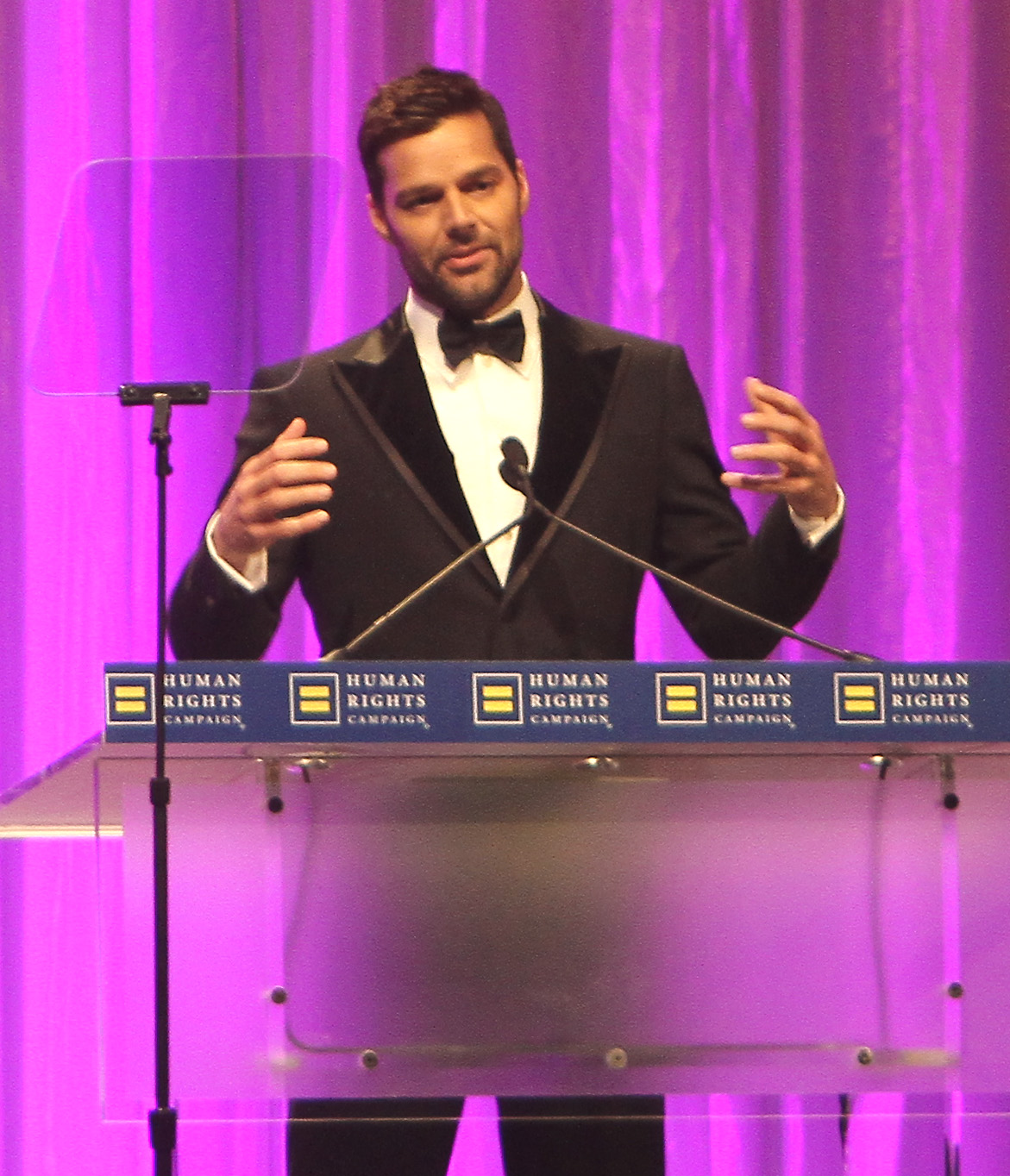
شجع القبول المجتمعي المتزايد العديد من المثليين في بورتوريكو على الظهور، بما في ذلك المغني ريكي مارتن، المصور هنا في حملة حقوق الإنسان في عام 2010.

يشمل السياسيون من حزب الحزب الديمقراطي الشعبي والحزب التقدمي الجديد، وهما الحزبان السياسيان الرئيسيان للجزيرة، مؤيدين ومعارضين لحقوق المثليين. تجلى هذا في تصويت مجلس النواب في 11 نوفمبر 2009، بالموافقة على مشروع القانون 1725 (الذي يحظر التمييز على أساس التوجه الجنسي). أقر مشروع القانون بتصويت بأغلبية 43 صوتا لصالحه مقابل 6 أصوات ضده (43-6)، وصوّت معظم النواب من كلا الطرفين لصالحه. تم تقسيم النواب الستة الذين صوتوا ضد مشروع القانون بالتساوي بين الطرفين.
حزب استقلال بورتوريكو هو عضو في الأممية الاشتراكية، وهو يدعم كامل الحقوق للمواطنين من مجتمع المثليين. المجموعات اليسارية الأصغر الأخرى المؤيدة للاستقلال لها أيضًا دعم لحقوق المثليين. في الانتخابات العامة لبورتوريكو، 2012، أيد جميع الأحزاب التي تم تأسيسها مؤخرًا - حركة الاتحاد السيادي، والبورتوريكيون لحزب بورتو ريكو، وحزب الشعب العامل في بورتو ريكو - زواج المثليين وحظر التمييز على أساس التوجه الجنسي والهوية الجندرية.
في 6 نوفمبر 2012، أصبح مرشح الحزب الديمقراطي الشعبي بيدرو بيترز مالدونادو أول سياسي مثلي الجنس علنيا ينتخب للمناصب العامة في تاريخ الجزيرة، عندما فاز بمقعد في مجلس مدينة سان خوان.

## الرأي العام
وفقًا لمسح أجراه مركز بيو للأبحاث، والذي أجري بين 7 نوفمبر 2013 و 28 فبراير 2014، أيد 33% من البورتوريكيين زواج المثليين في حين عارضه 55٪ منهم.

## ملخص
| قانونية النشاط الجنسي المثلي                                                                  | (منذ عام 2003)                      |
| المساواة في السن القانوني للنشاط الجنسي                                                       | (منذ عام 2004)                      |
| قوانين مكافحة التمييز في التوظيف                                                              | (منذ عام 2013)                      |
| قوانين مكافحة التمييز في توفير السلع والخدمات                                                 | No                                  |
| قوانين مكافحة التمييز في جميع المجالات الأخرى (تتضمن التمييز غير المباشر، خطاب الكراهية)      | No                                  |
| قوانين مكافحة أشكال التمييز المعنية بالهوية الجندرية                                          | No                                  |
| قوانين جرائم الكراهية تشمل التوجه الجنسي والهوية الجندرية                                     | (منذ عام 2002)                      |
| زواج المثليين                                                                                 | (منذ عام 2015)                      |
| الاعتراف القانوني بالعلاقات المثلية                                                           | (منذ عام 2013)                      |
| تبني أحد الشريكين للطفل البيولوجي للشريك الآخر                                                | (منذ عام 2015)                      |
| التبني المشترك للأزواج المثليين                                                               | (منذ عام 2015)                      |
| يسمح للمثليين والمثليات ومزدوجي التوجه الجنسي والمتحولين جنسيا بالخدمة علناً في القوات المسلحة | (منذ عام 2011)                      |
| الحق بتغيير الجنس القانوني                                                                    | (منذ عام 2018)                      |
| علاج التحويل محظور على القاصرين                                                               | (منذ عام 2019)                      |
| الحصول على أطفال أنابيب للمثليات                                                              | No                                  |
| الأمومة التلقائية للطفل بعد الولادة                                                           | No                                  |
| تأجير الأرحام التجاري للأزواج المثليين من الذكور                                              | (غير قانوني للأزواج المغايرين كذلك) |
| السماح للرجال الذين مارسوا الجنس الشرجي التبرع بالدم                                          | No                                  |